# سان دان
سان دان (انگلیسی: Sun Dandan؛ زادهٔ ۳ ژوئیهٔ ۱۹۷۸) اسکیت‌باز سرعت اهل چین است.